# Новелиці
Новелиці (пол. Nowielice, нім. Neuhof) — село в Польщі, у гміні Тшеб'ятув Ґрифицького повіту Західнопоморського воєводства.
Населення — 355 осіб (2011).
У 1975-1998 роках село належало до Щецинського воєводства.

## Демографія
Демографічна структура станом на 31 березня 2011 року:
|          | Загалом | Допрацездатний вік | Працездатний вік | Постпрацездатний вік |
| -------- | ------- | ------------------ | ---------------- | -------------------- |
| Чоловіки | 181     | 33                 | 138              | 10                   |
| Жінки    | 174     | 25                 | 114              | 35                   |
| Разом    | 355     | 58                 | 252              | 45                   |